# Maas (geslacht)
Maas (ook Maas Geesteranus) is een Nederlands patriciaatsgeslacht.

## Geschiedenis
Het geslacht Maas begint met Gilles van der Maes, geboren omstreeks 1620. Het geslacht werd in 1917 opgenomen in Nederland's Patriciaat. Het wapen van het geslacht Maas is: "Doorsneden: I. in rood drie gouden sterren (8); II. in zilver een gaande rode leeuw". Het wapen van het geslacht Maas Geesteranus is: "Gevierendeeld: I. en IV. het wapen Maas; II. en III. in blauw een gouden vaas op drievoet en drie zilveren struisveren oprijzende uit de vaas."

## Enkele telgen
- Gilles van der Maes, geboren omstreeks 1620.
  -  Jan Gillisz. van der Maes (c. 1645-c. 1721), linnenwever
    -  Gilles Maes (1671-voor 1751)
      -  Pieter Maas (1713-1806), lakenfabrikant te Delft; gehuwd met Johanna Schommers (1720-1755); daarna gehuwd met Johanna Mansvelt (geb. 1794)
        -  Cornelis Maas (1772-1841), lakenfabrikant te Delft, hoofdman van het Sint-Nicolaasgilde; gehuwd met Wilhelmina van der Putten (1743-1810)
          -  Pieter Maas (1766-1850), lakenfabrikant te Delft, hoofdman van het Sint-Nicolaasgilde; gehuwd met Wilhelmina Susanna Geesteranus (1772-1827); daarna gehuwd met Petronella Georgetta Geesteranus (1779-1847); stamvader van het geslacht Maas Geesteranus
            -  Wilhelmina Cornelia Maas (1798-1817)
            -  Jean Albert Maas Geesteranus (1799-1885), lakenfabrikant, lid van de Provinciale Staten van Zuid-Holland, president van de kamer van koophandel te Delft; gehuwd met Maria Elisabeth de Gelder (1800-1869)
              -  Wilhelmina Suzanna Maas Geesteranus (1829-1868)
              -  Adrien Henri Maas Geesteranus (1830-1869)
              -  Pieter Maas Geesteranus (1832-1887), lid van de Delftse gemeenteraad, majoor der schutterij; gehuwd met Susanna Leonora barones van Dedem (1831-1902), lid van het geslacht Van Dedem
                -  Maria Eliasbeth Maas Geesteranus, gehuwd met Joseph Ramaer (1847-1908), kolonel der artillerie
                -  Godert Willem Maas Geesteranus (1862-1916), burgemeester van Gendt (1893-1916); gehuwd met Elisabeth Repelius (geb. 1871)
                  -  ir. Pieter Maas Geesteranus (1896-1971), verzetsstrijder en fractievoorzitter van de VVD in Bilthoven
                    -  mr. Godert Willem Maas Geesteranus (1924-2012), juridisch adviseur van het ministerie van Buitenlandse Zaken, lid van het Permanent Hof van Arbitrage; gehuwd met Diderica Elisabeth Willemina (Liesbeth) van Reede (1924-1998)

              -  Frederik Anton Maas Geesteranus (1834-1894); gehuwd met Iza Cornelia Marie van Houten (1834-1916)
                -  Adrien Henri Maas Geesteranus (1873-1965), laatstelijk directeur binnenlands bestuur in Nederlands-Indië
                  -  Jan Albert Maas Geesteranus (1904-1994), medewerker van verschillende multinationals; gehuwd met Marie Louise Richel (1912-1997)
                    -  Gustaaf Arnold Maas Geesteranus (geboren 1942)
                      -  drs. Melanie Henriëtte Maas Geesteranus (geboren 1970), staatssecretaris van Verkeer en Waterstaat en minister van Infrastructuur en Milieu

              -  Jeanette Cornelie Maas Geesteranus (1835-1900)

            -  Cornelis Maas Geesteranus (1803-1881), lakenfabrikant, burgemeester van Delft (1851-1855), lid van de Provinciale Staten van Zuid-Holland; gehuwd met Johanna Jacoba Soek (1803-1857)
              -  ir. Pieter Maas Geesteranus (1830-1878); gehuwd met Elisabeth Bryan Robinson (1835-1885)
                -  Mary Wilhelmine Maas Geesteranus (1861-1928); gehuwd met Willem Maas Geesteranus (1842-1913), huwelijk ontbonden 1891; daarna gehuwd met mr. Reinier Frederik Willem Sloet van Toutenburg (1832-1901), kamerheer i.b.d. van koningin Wilhelmina
                -  Cornelis Maas Geesteranus (1869-1921), notaris in Rotterdam

              -  mr. Paulus Cornelis Maas Geesteranus (1831-1863)
              -  Willem Maas Geesteranus (1834-1870); luitenant ter zee 1e klasse; gehuwd met Swanida Helena Visser (1838-1892)
              -  Anne Marie Maas Geesteranus (1836-1899), burgemeester van Hillegersberg en van Hillegom, redacteur van Het Vaderland, hoogheemraad van Delfland; gehuwd met Johanna Maria de Wetstein Pfister (1836-1872); daarna gehuwd met Annette Marguerite Kolff (1846-1888)
                -  mr. Arnold Cornelis Maas Geesteranus (1864-1910)
                  -  Marie Louise Maas Geesteranus (1896-?); gehuwd met mr. Arnold Struycken (1900-1955), jurist en adjunct-secretaris-generaal van de Raad van Europa

              -  Maria Johanna Wilhelmina Maas Geesteranus (1838-1901); gehuwd met Jacobus Diderik Jan van der Hegge Spies (1830-1895), ridder Militaire Willems-Orde
              -  Jean Jacques Maas Geesteranus (1840-1846)
              -   Cornelie Sophie Maas Geesteranus (1842-1918), gehuwd met David Schuurman (1829-1890), kapitein-ter-zee, ridder Militaire Willems-Orde

            -  Adriaan Jan Cornelis Maas Geesteranus, heer van Zuid-Scharwoude (1805-1871), rechter te Alkmaar, lid van de gemeenteraad van Alkmaar, lid van Provinciale Staten van Noord-Holland, majoor-commandant van de schutterij in Noord-Holland, lid van de gemeenteraad van Den Haag; huwde jkvr. Catherine Anne Caan (1811-1914)
              -  Henriette Suzanna Maas Geesteranus (1841-1921); huwde jhr. Jan Eduard Adriaan Meijer (1839-1904)
              -  Adriaan Anne Maas Geesteranus (1843-1910), administrateur op diverse ondernemingen in Nederlands-Indië; huwde Susanna Wilhelmina Jacoba Cornelia Hester
                -  Anna Catharina Adriana Maas Geesteranus (1884-1976); huwde Elisa Cornelis Unico  Hartman (1882-1956)

            -  Willem Petrus Jacobus Maas Geesteranus (1807-1853), kapitein der rijdende artillerie; gehuwd met Gijsberta Johanna Bousquet (1813-1865)
              -  Louis Frederik Maas Geesteranus (1840-1916), kapitein der rijdende artillerie; huwde Emma Agatha Louisa Fromberg (1846-1898); huwde daarna Johanna Helena Waardenburg (1853-1943)
              -  Willem Maas Geesteranus (1842-1913), surnumerair der directe belastingen; huwde zijn achternicht Mary Wilhelmine Maas Geesteranus (1861-1928)
              -  Pieter Maas Geesteranus (1892-1892); gehuwd met Clasina Theresia de Bie Lunden (1845-1879); daarna gehuwd met Abigaël de Bie Lunden, zus van voornoemde (1852-1938)
                -  Gijsberta Johanna Maas Geesteranus (1896-1947); gehuwd met mr. Anton van Gijn (1866-1933), minister van Financiën

          -  Cornelia Maas (1772-1841), gehuwd met Adriaan Jan Hoekwater (1771-1818), lid van de Delftse raad, weesmeester van Delft, kolonel der schutterij
          -  Jannetje Maas (1775-1835), gehuwd met Thomas Francis Richard (1771-1838), zeepfabrikant
          -  Anna Maria Maas (geb. 1785), gehuwd met Paulus Soek (1775-1838), chirurgijn en vroedmeester, lid van de Delftse raad

        -  Adrianus Maas (1749-1777), opperchirurgijn voor de Admiraliteit van Amsterdam
        -  Willem Maas (1758-1794), gehuwd met Catharina Adriana van Bockom; stamvader van het geslacht van Bockom Maas

Geslachten die opgenomen zijn in het sinds 1910 verschijnende genealogische naslagwerk Nederland's Patriciaat. Lijst volgens opgave van het CBG Centrum voor familiegeschiedenis.
A · B · C · D · E · F · G · H · I · J · K · L · M · N · O · P · Q · R · S · T · U · V · W · Y · Z